# بسه هوزات
بسه هوزات (۱۹۷۸، خوزات، استان تونج‌ایلی) او به‌همراه جمیل بایک راسای مشتری شورای رهبری پ‌ک‌ک می‌باشند. نام اصلی او حولیا اران می‌باشد.

## زندگی شخصی و حزبی
وی در سال ۱۹۷۸ در شهر خوزات در استان تونج ایلی متولد شد و هفتمین فرزند یک خانواده ۹نفره بود در دوره ابتدایی تنار شرکت کرد و در دوره متوسطه کایسری نیز شرکت کرد. بسه هوزات دربارهٔ سالهای دبیرستان خود در کایسری گفت من تجربه دیگری را در کایسری را از طریق علویسم و درزملیلیک تجربه کردم. وقتی مشخص شود که شما کرد و علوی هستید رویکردی وجود دارد که علوی‌ها حاشیه نشینند و به آنها توهین وهمیشه تحقیر می‌شوند. جاودانگی، خیانت ، خدا، دین، به عنوان چیزی منعکس نشده‌است که کوارن نیست. یکی از راه‌هایی که بسه هوزت از این تبعیض رهایی یافت، بخشی از سازمان چپ رادیکال بود و بسیاری از این سازمان‌ها وابسته به عبدالله اوجالان بودند.
خانواده بسه هوزت قربانی قتل‌عام سال ۱۹۳۸ در زمان شورش تونج ایلی Dêrsim بودندبه گفته خودش آنها قربانی یک نسل‌کشی بودند او همچنین گفت که پدربزرگش در این نسل‌کشی کشته شده‌است علاوه بر پدربزرگ همسر، پدر و فرزندانش هم به قتل رسیدند. البته مادربزرگش به سختی از دست سربازان دولت ترکیه فرار می‌کند.
در سالهای تحصیل در دبیرستان، وی تحت تأثیر عبدالله اوجالان قرار گرفت که مقالاتی را در روزنامه اوزگور هالک با نام قلم علی منتشر کرد. در سال ۱۹۹۴ وی در کوه‌های استان تونج ایلی به پ ک ک پیوست.